# Bølgeenergi
Bølgeenergi er energiudnyttelse af bølger i havet, vha. store eller mindre anlæg, der driver en generator.
Interesseorganisationen Bølgekraftforeningen har siden 1997 arbejdet for at skabe bedre vilkår for udvikling af bølgekraft i Danmark.
I Danmark findes der nogle centre for bølgeenergi, ved Nissum Bredning har Nordisk Folkecenter for Vedvarende Energi i flere år haft adskillige bølgeanlæg i 1:10 skala liggende. I Hanstholm tilbyder DanWEC at interesserede kan anbringe deres bølgeenergianlæg hos dem og udveksle erfaringer.

## Bølgemaskine
En bølgemaskine udnytter bølgernes op og ned ad gående bevægelser til at lave energi. Måden dette gøres på er vidt forskellig for forskellige koncepter. De mest normale måder at optage bølgernes energi er ved at lade bølgerne skylle ind over maskinen eller ved at benytte en flyder der bevæger sig med bølgen. Der findes også koncepter der har et vrikke-led hvorved maskinens dele bevæger sig i forhold til hinanden.

## Danske bølgekraftmaskiner/koncepter
Et eksempel på et "bølgeenergi anlæg" er Tordenskjold fra firmaet Crestwing, der via vakuum "trækker energien" ud af bølgerne. Et andet eksempel er Wave Dragon, der udnytter allerede eksisterende vandturbineteknologi til energiproduktionen. Et tredje eksempel er Wave Star. Deres testmaskine udnytter bølgernes toppe og dale gennem en række flydere,som driver en generator.
Andre:
- WavePlane også kendt under navnet BølgeHøvlen
- DexaWave
- Poseidon (bølgemaskine)

## Udenlandske bølgekraftmaskiner/koncepter
- Pelamis (bølgemaskine)